# Fire and Fury: Inside the Trump White House

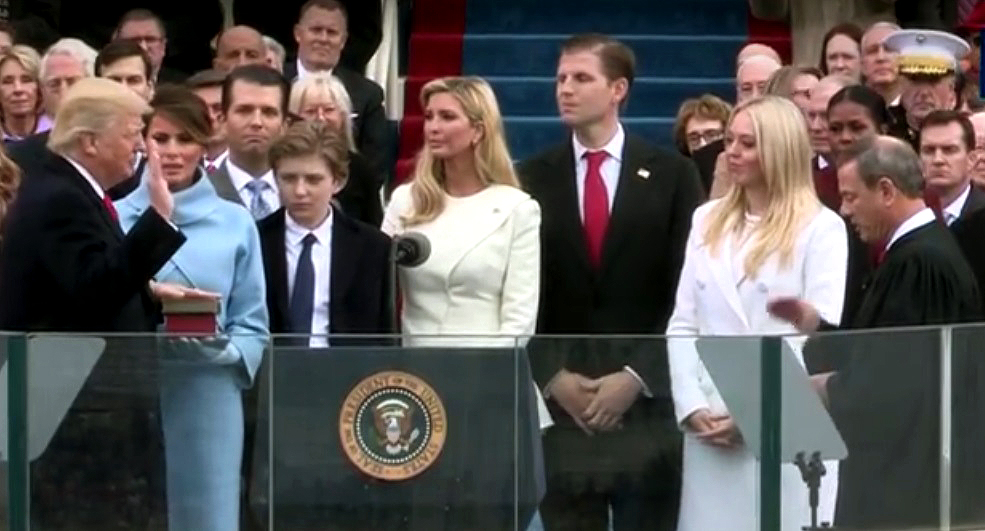
Presa de possessió de Donald Trump com a president dels Estats Units.

Fire and Fury: Inside the Trump White House (Foc i Fúria: Dins de la Casa Blanca de Trump) és un llibre de periodisme escrit per Michael Wolff. Va ser publicat el 5 de gener de 2018, per Henry Holt and Company. El llibre detalla el primer any de la presidència de Donald Trump. El títol és una referència a una frase de Trump que fa referència al conflicte amb Corea del Nord. Esdevingué el best-seller número u en imprès i e-book a Amazon.com així com en l'Apple Books Store després que els primers fragments fossin publicats el 3 de gener. El 4 de gener, els advocats de Trump enviaren avisos de cessament i desistiment a l'autor i a l'editorial, en un intent d'aturar la publicació del llibre.
Les poc favorables descripcions del comportament de Trump, interaccions caòtiques entre el personal sènior de la Casa Blanca, i comentaris despectius sobre la família Trump per part de l'anterior líder d'estratègia de la Casa Blanca, Steve Bannon. El llibre també clama que Trump no volia guanyar les eleccions, i que va estar enormement sorprès d'haver guanyat.

## Rerefons
Segons Wolff, quan ell s'acostà a Donald Trump amb la intenció d'escriure un llibre sobre la seva presidència, Trump acceptà donar-li accés a la Casa Blanca perquè li havia agradat un article que Wolff va escriure sobre ell el juny de 2016 per a The Hollywood Reporter. Trump, així i tot, després afirmà que no havia autoritzat mai l'accés de Wolff i no li havia parlat mai per al llibre. Començant a mitjan 2016, Wolff entrevistà personal de campanya i de transició. Durant la major part del primer any de la presidència de Trump, a Wolff se li va permetre l'accés a l'Ala Oest de la Casa Blanca, investigant per al llibre amb entrevistes i com a observador. Ell diu que ha dut a terme més de 200 entrevistes amb Trump i els seus associats, incloent-hi el personal sènior, i se li permeté presenciar esdeveniments a la Casa Blanca sense que la seva presència fos gestionada. Això permeté a Wolff ser present el dia de la destitució de James Comey. Wolff suposadament gravà algunes converses mencionades en el llibre.